# Арестантские огороды
Арестантские огороды (укр. Арештантські городи) — местность в Киеве, расположенная возле малой речки Скоморох (ныне течёт в коллекторе).

## Описание
Арестантские огороды были огородами в прямом смысле этого слова: на них работали арестанты. Этот приём помогал решить сразу две проблемы: улучшить питание арестантов и занять их трудом.
На одной из улиц местности (Скоморошском переулке, дом № 7 — сейчас застроен и фактически не существует) была Галицкая синагога, которая принадлежала Галицкой еврейской общине. Переулок образовался в начале XX века во время распланировки местности, когда её вывели из собственности Лукьяновской тюрьмы. В 1960-х годах переулок поглотила заводская территория (завод «Транссигнал», бывшие Главные электрические мастерские), и его не стало.